# Manna Dey

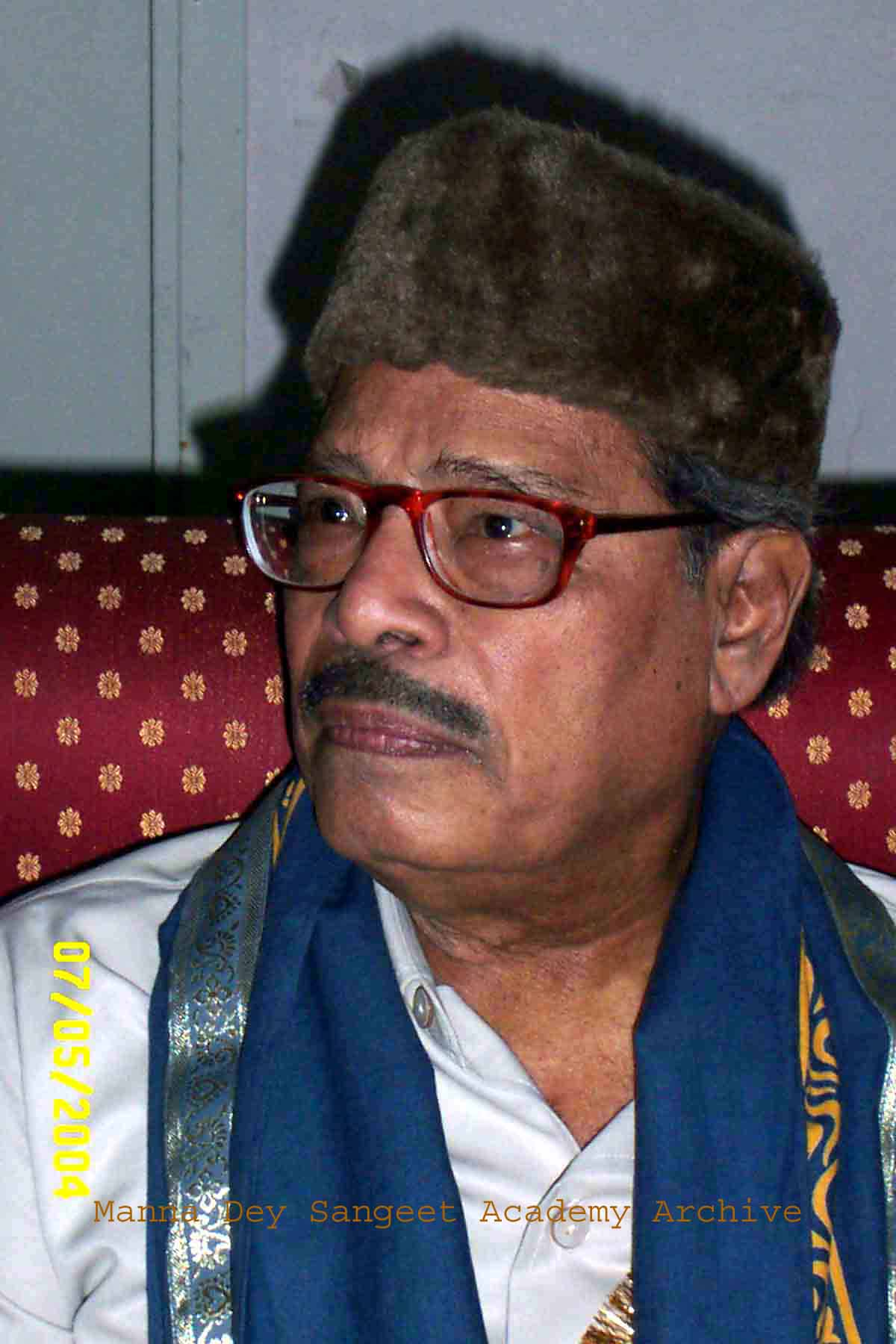
Manna Dey (2004)

Prabodh Chandra Dey (* 1. Mai 1919 in Kalkutta; † 24. Oktober 2013 in Bangalore), besser bekannt unter seinem Spitznamen Manna Dey, war ein indischer Playbacksänger des Hindi-Films.

## Leben
Dey zählte zusammen mit Mohammed Rafi, Kishore Kumar und Mukesh zu den bedeutendsten indischen Playbacksängern. Er hat im Laufe seiner Karriere mehr als 3500 Songs aufgenommen. Im Dezember 1953 heiratete er Sulochana Kumaran; sie bekamen zwei Töchter: Shuroma (* 1956) und Sumita (* 1958). Dey lebte seit den 1990er Jahren in Bangalore; seine Frau Sulochana starb im Januar 2012 an Krebs.

## Filmografie (Auswahl)
- 1951: Awara – Der Vagabund von Bombay (Awaara)
- 1953: Zwei Hektar Land (Do Bigha Zamin)
- 1953: Parineeta
- 1954: Im Schatten des Lebens (Boot Polish)
- 1955: Devdas
- 1955: Der Prinz von Piplinagar (Shree 420)
- 1955: Jhanak Jhanak Payal Baaje
- 1955: Seema
- 1956: Chori Chori
- 1957: Zwei Augen – Zwölf Hände (Do Aankhen Barah Haath)
- 1957: Sharada
- 1958: Talaq
- 1958: Chalti Ka Naam Gaadi
- 1959: Anari
- 1959: Navrang
- 1960: Shriman Satyawadi
- 1963: Bandini
- 1965: Guide
- 1965: Waqt
- 1966: Teesri Kasam
- 1966: Dil Ne Phir Yaad Kiya
- 1968: Padosan
- 1968: Neel Kamal
- 1970: Pagla Kahin Ka
- 1971: Anand
- 1972: Seeta Aur Geeta
- 1972: Shor
- 1973: Bobby
- 1975: Deewaar

## Auszeichnungen
- National Film Award als bester Playbacksänger
  - 1970 für Ja Khushi Ora Bole aus dem Film Nishi Padma

- Filmfare Awards als bester Playbacksänger
  - 1972 für Eh Bhai Zara aus dem Film Mera Naam Joker

- 2011: Filmfare Awards für sein Lebenswerk
- 2007: Dadasaheb Phalke Award für sein Lebenswerk